# John A. Danaher

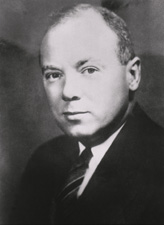
John A. Danaher

John Anthony Danaher, född 9 januari 1899 i Meriden, Connecticut, död 22 september 1990 i Connecticut, var en amerikansk republikansk politiker och jurist. Han representerade delstaten Connecticut i USA:s senat 1939–1945.
Danaher deltog i första världskriget och studerade vid Yale University. Han avlade sedan juristexamen vid Yale Law School och arbetade sedan som advokat i Hartford. Han var biträdande federal åklagare (Assistant United States Attorney) 1922–1934 och delstatens statssekreterare (Secretary of the State of Connecticut) 1933–1935.
Dahaher efterträdde 1939 Augustine Lonergan som senator för Connecticut. Han ställde upp för omval i senatsvalet 1944 men besegrades av utmanaren Brien McMahon.
President Dwight D. Eisenhower utnämnde 1953 Danaher till en domarbefattning i en federal appellationsdomstol i Washington, D.C. Danaher arbetade som domare på deltid från och med 1969 i en annan federal appellationsdomstol i New York City och pensionerades helt och hållet år 1980.
Danaher var katolik och medlem i Columbus riddare. Han gravsattes på Sacred Heart Cemetery i Meriden.